# 格利泽1245
GJ 1245（天鹅座V1581）是一个三星系统，距离太阳系相对很近，只有14光年。三颗恒星都很暗淡。它们是距离太阳系第38近的恒星系统，位于天鹅座中。 